# Jean-Pierre Rouger de Villasavary
Jean-Pierre Dominique Germain Rouger de Villasavary, est un homme politique français né le 2 juillet 1780 à Villasavary (Aude) et décédé en ce même village, le 3 septembre 1846.

## Biographie
Propriétaire, il est député de l'Aude de 1831 à 1837, siégeant dans le Tiers-parti, puis dans la majorité conservatrice soutenant les ministères de la Monarchie de Juillet.

## Mandats
- Député de l'Aude de 1831 à 1837
- Conseiller général du canton de Fanjeaux de 1833 à 1842
- Maire de Villasavary

## Sources
- « Jean-Pierre Rouger de Villasavary », dans Adolphe Robert et Gaston Cougny, Dictionnaire des parlementaires français, Edgar Bourloton, 1889-1891 [détail de l’édition]